# جورج فرانسيس هاموند
جورج إف. هاموند (بالإنجليزية: George F. Hammond) هو مهندس معماري أمريكي، ولد في 26 نوفمبر 1855، وتوفي في 26 أبريل 1938 في قرية فالس في الولايات المتحدة.